# Ґлужек
Ґлужек (пол. Głużek) — село в Польщі, у гміні Вішнево Млавського повіту Мазовецького воєводства.
Населення — 547 осіб (2011).
У 1975-1998 роках село належало до Цехановського воєводства.

## Демографія
Демографічна структура станом на 31 березня 2011 року:
|          | Загалом | Допрацездатний вік | Працездатний вік | Постпрацездатний вік |
| -------- | ------- | ------------------ | ---------------- | -------------------- |
| Чоловіки | 280     | 60                 | 193              | 27                   |
| Жінки    | 267     | 46                 | 158              | 63                   |
| Разом    | 547     | 106                | 351              | 90                   |